# Clement Attlee
Clement Richard Attlee (Putney, Londres, 3 de enero de 1883-Westminster, 8 de octubre de 1967) fue un destacado político británico, líder del Partido Laborista entre 1935 y 1955 y primer ministro del Reino Unido entre 1945 y 1951. Durante su mandato sentó las bases para el establecimiento del estado del bienestar en su país creando, entre otras, la asistencia sanitaria universal en Reino Unido.
La política exterior de Attlee se centró en los esfuerzos de descolonización, que delegó en Ernest Bevin, pero supervisó personalmente la partición de la India (1947), la independencia del Birmania y del Ceilán, y la disolución de los mandatos británicos de Palestina y del Transjordania. Attlee y Bevin animaron a Estados Unidos a asumir un papel enérgico en la Guerra Fría; incapaz de permitirse una intervención militar en Grecia durante su guerra civil, pidió a Washington que contrarrestara a los comunistas de ese país. La estrategia de contención se formalizó entre ambas naciones a través de la Doctrina Truman. Apoyó el Plan Marshall para reconstruir Europa occidental con dinero estadounidense y, en 1949, promovió la alianza militar OTAN contra el bloque soviético. Tras llevar a los laboristas a una ajustada victoria en las elecciones generales de 1950, envió tropas británicas a luchar junto a Corea del Sur en la guerra de Corea.
Attlee había heredado un país al borde de la bancarrota tras la Segunda Guerra Mundial y acosado por la escasez de alimentos, vivienda y recursos; a pesar de sus reformas sociales y su programa económico, estos problemas persistieron durante todo su mandato, junto con las recurrentes crisis monetarias y la dependencia de la ayuda estadounidense. Su partido fue derrotado por los conservadores en las elecciones generales de 1951, a pesar de ser el más votado. Continuó como líder laborista, pero se retiró tras perder las 1955 elecciones y fue elevado a la Cámara de los Lores, donde sirvió hasta su muerte en 1967. En público, era modesto y discreto, pero entre bastidores sus profundos conocimientos, su actitud tranquila, su objetividad y su pragmatismo resultaron decisivos. A menudo se le considera uno de los grandes primeros ministros británicos. La reputación de Attlee entre los académicos ha crecido gracias a su papel en la Segunda Guerra Mundial, la creación del moderno estado del bienestar y el establecimiento del NHS. También se le elogia por mantener la Relación Especial con Estados Unidos y por su participación activa en la OTAN.

## Biografía
Nació en Putney, Londres el 3 de enero de 1883. Era hijo de un abogado rico, Henry Attlee (1841–1908) y su madre era Ellen Bravery Watson (1847-1920), hija de Thomas Simons Watson, secretario de la Unión de Arte de Londres. Sus padres eran "anglicanos comprometidos" que leían oraciones y salmos todas las mañanas en el desayuno.
Attlee creció en una villa de dos pisos con un gran jardín y una cancha de tenis, atendida por tres sirvientes y un jardinero. Su padre, un político Liberal, había heredado intereses familiares en la molienda y la elaboración de cerveza, y se convirtió en socio principal del bufete de abogados de Druces, y también sirvió como presidente de la Sociedad de Abogados de Inglaterra y Gales. En 1898 compró un inmueble de 81 ha en Thorpe-le-Soken, Essex. A la edad de nueve años, Attlee fue enviado a una escuela en Northaw Place preparatoria para niños en Hertfordshire. En 1896 siguió a sus hermanos al Haileybury College, donde fue un estudiante medio. Fue influido por los puntos de vista darwinistas de su maestro Frederick Webb Headley, y en 1899 publicó un ataque contra los taxistas londinenses en huelga en la revista de la escuela, prediciendo que pronto tendrían que "rogar por sus tarifas".
Después de estudiar en Oxford, ejerció la abogacía durante un corto tiempo, pero pronto se interesó por la política y por las reformas sociales. En 1908 ingresó en el Partido Laborista Independiente, y más tarde en el Partido Laborista. Durante la Primera Guerra Mundial fue soldado en el Ejército Británico.

## Carrera política
En 1919 llegó a alcalde del distrito londinense de Stepney y en las elecciones de 1922 fue elegido diputado por Limehouse. En los gobiernos laboristas formados en 1924 y más tarde en 1929 por Ramsay MacDonald ocupó diversos cargos de menor importancia. En 1931 rechazó la coalición entre los laboristas de MacDonald y los conservadores de Stanley Baldwin y en 1935 pasó a liderar el partido. Durante los años siguientes apoyó medidas antifascistas contra la Alemania nazi y la Italia fascista, y pidió igualmente que su país apoyara al Bando Republicano en la guerra civil española.
En 1940 pasa a formar parte del Gobierno de concertación nacional dirigido por Winston Churchill, haciendo importantes concesiones respecto de las políticas laboristas en aras de la unidad, asumiendo en dicho Gobierno distintos cargos, siendo vicepresidente del Gobierno desde 1942. Abandonó el Gobierno en 1945, cuando ya estaba prácticamente acabada la guerra que lo motivó, y tras su victoria en las elecciones de julio, es nombrado primer ministro.

## Primer ministro adjunto

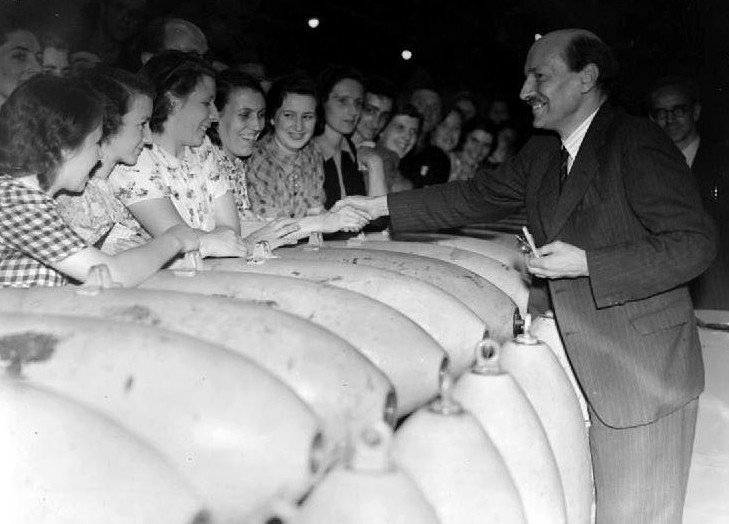
Attlee como Lord Privy Seal, visitando una fábrica de municiones en 1941

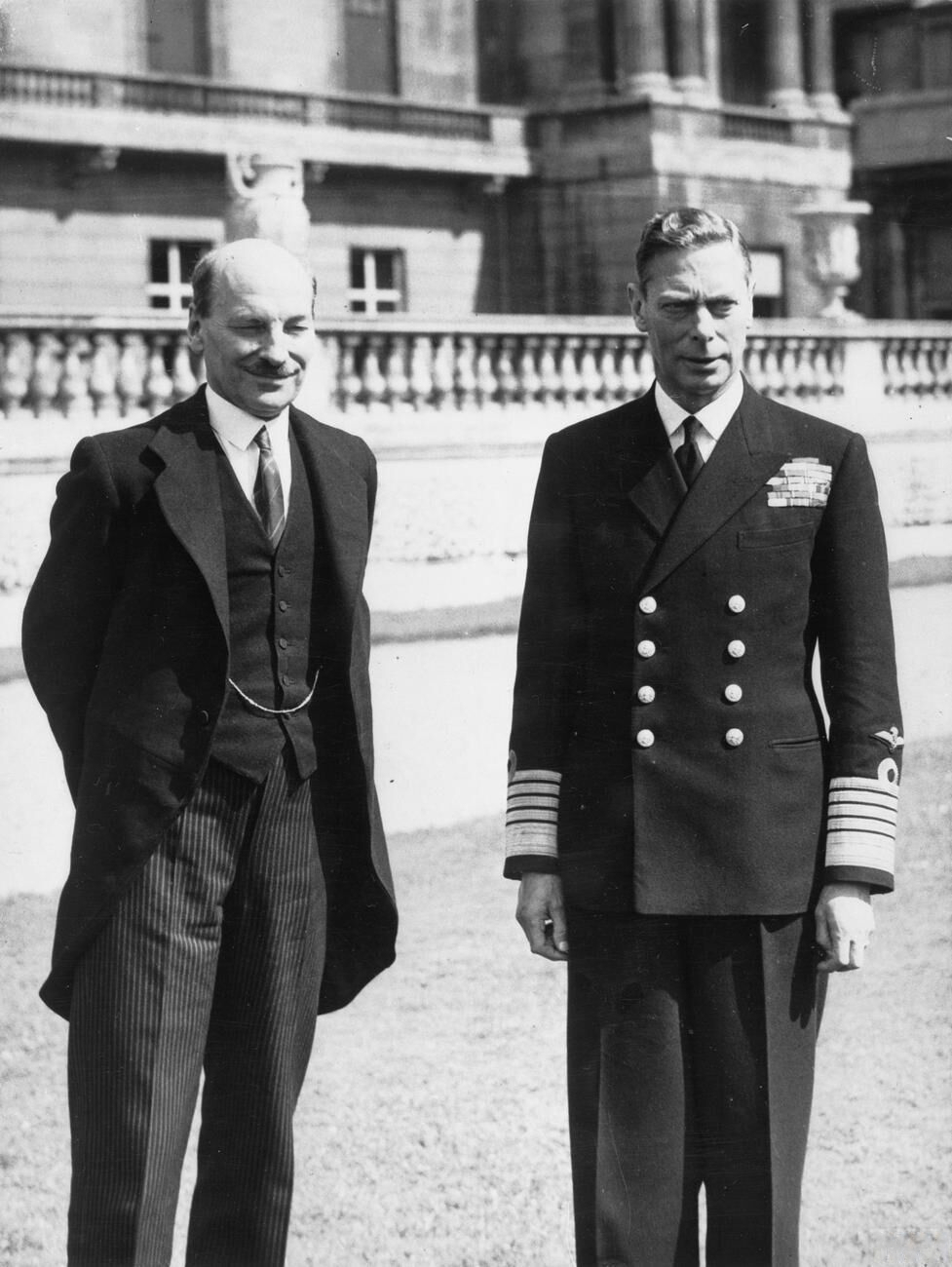
Attlee reunido con el rey Jorge VI luego de la victoria electoral Laborista de 1945.

Attlee permaneció como Líder de la Oposición cuando estalló la Segunda Guerra Mundial en septiembre de 1939. La desastrosa campaña de Noruega resultaría en una moción de censura contra Neville Chamberlain. Aunque Chamberlain sobrevivió, la reputación de su administración quedó tan dañada públicamente que quedó claro que sería necesario un gobierno de coalición. Aunque Attlee hubiera estado personalmente dispuesto a servir bajo las órdenes de Chamberlain en un gobierno de coalición de emergencia, nunca habría podido llevarse a los laboristas con él. En consecuencia, Chamberlain presentó su dimisión, y los laboristas y los conservadores entraron en un gobierno de coalición dirigido por Winston Churchill el 10 de mayo de 1940, con Attlee uniéndose al Gabinete como Lord Privy Seal el 12 de mayo.
Attlee y Churchill acordaron rápidamente que el Gabinete de guerra estaría formado por tres conservadores (inicialmente Churchill, Chamberlain y Lord Halifax) y dos laboristas (inicialmente él mismo y Arthur Greenwood) y que los laboristas tendrían algo más de un tercio de los puestos del gobierno de coalición. Attlee y Greenwood desempeñaron un papel vital en el apoyo a Churchill durante una serie de Debates del gabinete de guerra sobre si negociar o no las condiciones de paz con Hitler tras la caída de Francia en mayo de 1940; ambos apoyaron a Churchill y le dieron la mayoría que necesitaba en el gabinete de guerra para continuar la resistencia británica.
Sólo Attlee y Churchill permanecieron en el Gabinete de Guerra desde la formación del Gobierno de Unidad Nacional en mayo de 1940 hasta las elecciones de mayo de 1945. Attlee fue inicialmente Lord del Sello Privado, antes de convertirse en el primer vice primer ministro británico en 1942, así como en Secretario de los Dominios y Lord Presidente del Consejo el 28 de septiembre de 1943.
El propio Attlee desempeñó un papel generalmente discreto pero vital en el gobierno de guerra, trabajando entre bastidores y en comités para garantizar el buen funcionamiento del gobierno. En el gobierno de coalición, tres comités interconectados dirigían eficazmente el país. Churchill presidía los dos primeros, el Gabinete de Guerra y el Comité de Defensa, en los que Attlee le sustituía y respondía por el gobierno ante el Parlamento cuando Churchill estaba ausente. El propio Attlee instituyó, y más tarde presidió, el tercer órgano, el Comité del Lord Presidente, encargado de supervisar los asuntos internos. Como Churchill estaba más preocupado por supervisar el esfuerzo bélico, este acuerdo convenía a ambos hombres. El propio Attlee había sido en gran parte responsable de la creación de estos acuerdos con el respaldo de Churchill, racionalizando la maquinaria del gobierno y suprimiendo muchos comités. También actuó como conciliador en el Gobierno, suavizando las tensiones que surgían con frecuencia entre ministros laboristas y conservadores.
Muchos activistas laboristas estaban desconcertados por el papel de liderazgo de un hombre al que consideraban con poco carisma; Beatrice Webb escribió en su diario a principios de 1940: Tenía el aspecto y hablaba como un insignificante empleado de edad avanzada, sin distinción en la voz, la forma o el fondo de su discurso. Darse cuenta de que esta pequeña nulidad es el líder parlamentario del Partido Laborista ... y presumiblemente el futuro P.M. [primer ministro] es lamentable".

### Elecciones de 1945
Tras la derrota de la Alemania nazi y el final de la guerra en Europa en mayo de 1945, Attlee y Churchill se mostraron partidarios de que el gobierno de coalición permaneciera en funciones hasta que el Japón hubiera sido derrotado. Sin embargo, Herbert Morrison dejó claro que el Partido Laborista no estaría dispuesto a aceptarlo, y Churchill se vio obligado a presentar su dimisión como primer ministro y convocar elecciones de inmediato.
La guerra había puesto en marcha profundos cambios sociales en Gran Bretaña y, en última instancia, había provocado un deseo popular generalizado de reforma social. Este estado de ánimo se personificó en el Informe Beveridge de 1942, del economista liberal William Beveridge. El Informe partía de la base de que el mantenimiento del pleno empleo sería el objetivo de los gobiernos de posguerra, y que esto proporcionaría la base para el estado del bienestar. Inmediatamente después de su publicación, vendió cientos de miles de ejemplares. Todos los grandes partidos se comprometieron a cumplir este objetivo, pero la mayoría de los historiadores afirman que el electorado consideraba al Partido Laborista de Attlee como el partido con más posibilidades de llevarlo a cabo.
Los laboristas hicieron campaña bajo el lema "Afrontemos el futuro", posicionándose como el partido mejor situado para reconstruir Gran Bretaña tras la guerra, y fueron ampliamente considerados por haber realizado una campaña fuerte y positiva, mientras que la campaña conservadora se centró por completo en Churchill. A pesar de que las encuestas de opinión indicaban una fuerte ventaja laborista, los sondeos de opinión se consideraban entonces una novedad que no había demostrado su valía, y la mayoría de los comentaristas esperaban que el prestigio y la condición de "héroe de guerra" de Churchill garantizaran una cómoda victoria conservadora. Antes del día de los comicios, The Manchester Guardian conjeturaba que "las posibilidades de que los laboristas arrasen en el país y obtengan una clara mayoría ... son bastante remotas". El News of the World predijo una mayoría conservadora suficiente, mientras que en Glasgow un experto pronosticó el resultado como Conservadores 360, Laboristas 220, Otros 60. Churchill, sin embargo, cometió algunos errores costosos durante la campaña. En particular, su sugerencia durante una emisión de radio de que un futuro Gobierno laborista necesitaría "algún tipo de Gestapo" para aplicar sus políticas fue considerada de muy mal gusto y le salió el tiro por la culata.
Cuando se anunciaron los resultados de las elecciones el 26 de julio, fueron una sorpresa para la mayoría, incluido el propio Attlee. Los laboristas habían ganado el poder por un amplio margen, con el 47,7% de los votos frente al 36% de los conservadores. Esto les dio 393 escaños en la Cámara de los Comunes, una mayoría operativa de 146. Era la primera vez en la historia que el Partido Laborista obtenía la mayoría absoluta en el Parlamento. Cuando Attlee fue a ver al rey Jorge VI al Palacio de Buckingham para ser nombrado primer ministro, el notoriamente lacónico Attlee y el rey, tartamudo, permanecieron en silencio; Attlee finalmente dijo: "He ganado las elecciones". El Rey respondió: "Lo sé. Lo he oído en las noticias de las seis".

## Primer ministro

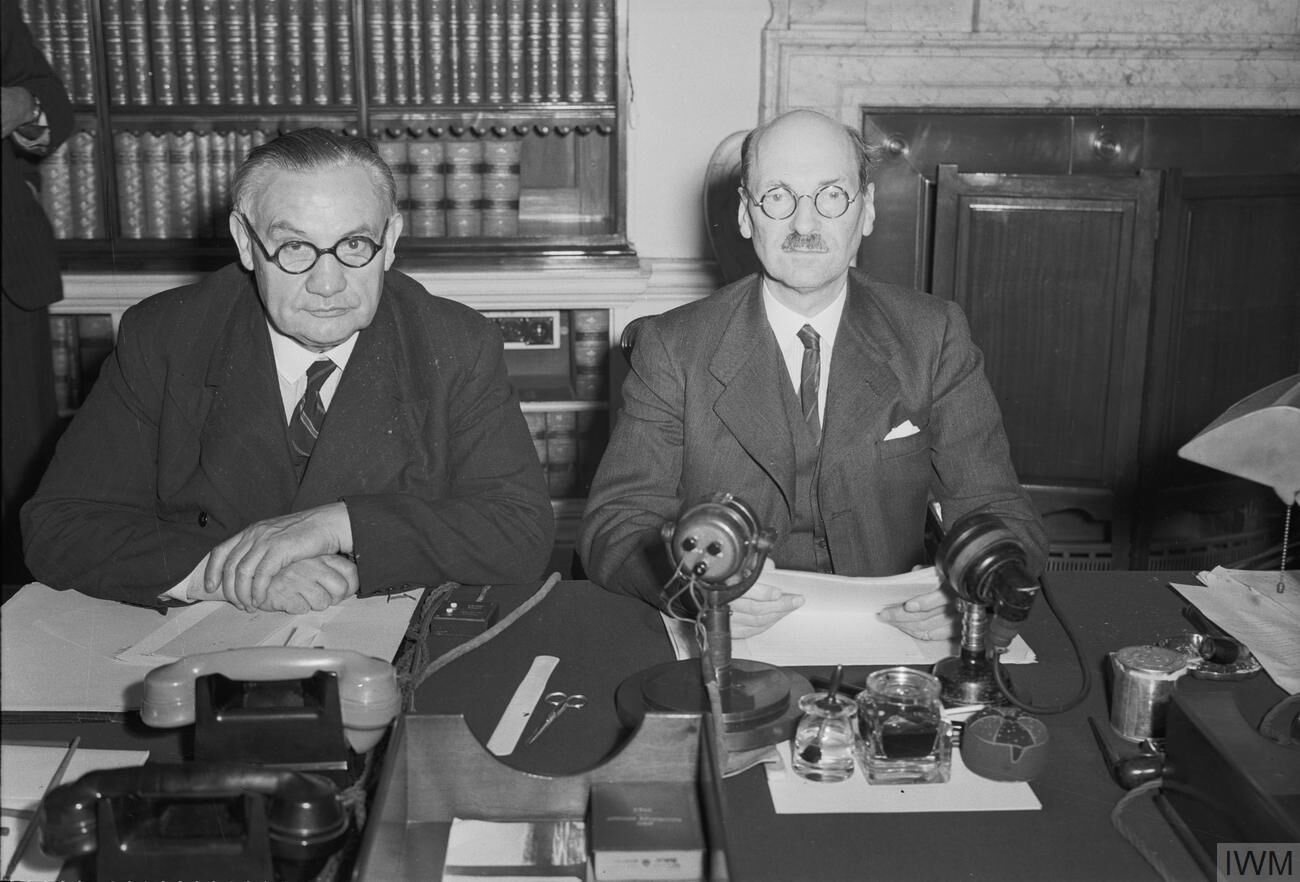
El primer ministro Clement Attlee (derecha) y el secretario de Asuntos Exteriores, Ernest Bevin, fotografiados en el número 10 de Downing Street a la medianoche del 14 de agosto de 1945. Acababan de anunciar, en un discurso transmitido a Gran Bretaña y al Imperio, la noticia de la rendición japonesa.

Durante su mandato como primer ministro del Reino Unido, se nacionalizó el Banco de Inglaterra, las industrias del carbón, el gas, la electricidad, los ferrocarriles, la aviación civil y la siderurgia. Aneurin Bevan, ministro de sanidad en su gobierno, fue el encargado de crear el National Health Service (Servicio Nacional de Salud) y de la puesta en marcha del estado de bienestar. En política exterior, se concedió la independencia a la India y se abandonó Palestina. En 1949 Gran Bretaña entró en la OTAN.

## Vida posterior
Attlee dimitió como primer ministro tras una ajustada victoria conservadora en octubre de 1951. En 1955, abandonó la jefatura del Partido Laborista. En diciembre de 1955 accedió a la Cámara de los Lores. Falleció en Westminster, el 8 de octubre de 1967, y sus restos fueron sepultados en la Abadía de Westminster.